# Tapeinochilos acaulis
Tapeinochilos acaulis är en enhjärtbladig växtart som beskrevs av Karl Moritz Schumann. Tapeinochilos acaulis ingår i släktet Tapeinochilos och familjen Costaceae. Inga underarter finns listade.